# The Regina Monologues
«The Regina Monologues» (с англ. — «Монологи Регины»; более точный перевод — «Монологи королевы») — четвёртая серия пятнадцатого сезона мультсериала «Симпсоны». Примечательна тем, что это первая серия, где высокопоставленный член правительства озвучил самого себя. Кроме того, это первая серия, в которой семья Симпсонов посещает европейскую страну в полном составе; до этого Барт побывал во Франции («The Crepes of Wrath»), а Гомер — в Нидерландах («Burns’ Heir»), Швеции («Homer’s Barbershop Quartet») и Шотландии («Monty Can’t Buy Me Love»).

## Сюжет
Когда Смитерс отказывается одолжить Бёрнсу доллар, тому приходится воспользоваться банкоматом. Купюра в тысячу долларов вылетает из аппарата и, ударившись о грудь Бёрнса, улетает. Её находит Барт Симпсон, но Мардж заставляет его сначала поискать владельца купюры, расклеив объявления. В дом Симпсонов приходят толпы людей, но никто не может доказать, что деньги принадлежат именно ему. После этого Барт открывает в своём домике на дереве музей, где за $5 с посетителя демонстрирует банкноту всем желающим. Внезапно в музее появляется Бёрнс и показывает синяк на груди, полностью соответствующий купюре по форме.

Гомер и Эбби

Барт отдаёт деньги законному владельцу; тем не менее выручка от музея составила около трёх тысяч долларов и Симпсоны решают отправиться в путешествие. Эйб Симпсон предлагает поехать в Англию, чтобы найти свою старую любовь — англичанку Эдвину, с которой он познакомился в 1944 году во время Второй мировой войны. В аэропорту Лондона Симпсонов приветствует премьер-министр Великобритании Тони Блэр, но Гомер Симпсон путает его с мистером Бином. Пока взрослые заняты, дети Симпсонов наслаждаются английскими сладостями. Также в своём путешествии Симпсоны встречают Джоан Роулинг и Иэна Маккеллена. Всё идёт хорошо до тех пор, пока Гомер не берёт напрокат машину: он подъезжает к Букингемскому дворцу и врезается в карету королевы Великобритании. Гомера судят и отправляют в Тауэр; Лиза помогает ему сбежать по тайному ходу, но этот ход ведёт прямо в спальню королевы. Симпсона ловят, но ему удаётся уговорить королеву отпустить его при условии, что он вывезет из страны певицу Мадонну.
Перед самым отлётом Эдвина находит Эйба в аэропорту и знакомит его со своей 58-летней дочерью Эбби, как две капли воды похожей на Гомера.

## Интересные факты
- Когда Смитерс говорит, что пин-код Бёрнса — это его возраст, тот нажимает 4 клавиши (последнее нажатие, очевидно, «ВВОД»).
- В этой серии должен был появиться футболист Дэвид Бекхэм, но продюсеры сочли, что он недостаточно известен в США, чтобы стать приглашённым гостем[1].
- Эбби — старшая дочь Эйба, но о ней зрители сериала узнали позже, чем о брате Гомера Герберте Пауэлле (который появлялся в сериях «Oh Brother, Where Art Thou?» и «Brother, Can You Spare Two Dimes?»).
- Гомера собираются казнить, хотя смертная казнь в Великобритании была отменена в 1965 году.
- Гомер замечает на багаже королевы инициалы «H.R.H.», которые он интерпретирует как «Генриетта Р. Гиппопотам»; на самом деле это расшифровывается как «Его/её королевское высочество» (His/ Her Royal Highness) и применяется при обращении к членам королевской семьи, а не к самой королеве.
- Хотя Лиза говорит, что Уолтер Рэли использовал секретный туннель, чтобы сбежать из Тауэра, на самом деле он этого не делал и был казнён в 1618 году.

## Культурные отсылки
- Сцена, в которой Тони Блэр улетает приветствовать канадскую пару — пародия на фильм «Шаровая молния» (четвёртый из серии фильмов про Джеймса Бонда).
- В названии серии обыграно название пьесы Ив Энслер «Монологи вагины». Само же слово «Regina» в переводе с латыни означает «королева».
- Гомер упоминает случай, когда Хью Грант был пойман в машине с проституткой в Голливуде.
- В сценах, где Барт и Лиза галлюцинируют, объевшись сладкого, пародируются фильм «На игле» (Мэгги, ползающая по потолку, поворачивает голову на 360 градусов), а также мультсериал «Бивис и Баттхед» (дети Симпсонов смеются точно так же, как его главные герои).
- Статьи о преступлении Гомера Симпсона появляются в британских газетах «The Times», «The Daily Mirror», «Daily Mail» и «The Sun».
- В одном из лондонских театров идёт пьеса Чехова «Вишнёвый сад».
- Иэн Маккеллен упоминает театральную примету о том, что произносить название пьесы Шекспира «Макбет» не к добру.
- Сцена, где Гомер несколько часов едет по кругу, взята из фильма «Отпуск в Европе».
- На выдуманной «Лунной вечеринке» Барта присутствует робот R2-D2 из «Звёздных войн».
- Гомер упоминает Райана Гиггза — полузащитника сборной Уэльса по футболу и вице-капитана английского клуба «Манчестер Юнайтед».
- Когда дедушка Симпсон отплывает, во флешбэке звучит «Марс, несущий войну» — отрывок из сюиты Густава Холста «Планеты».
- Один из спорящих джентльменов называет другого Лордом ДартВейдером.